# Pierre Bertaux
Pour les articles homonymes, voir Bertaux.
 (octobre 2020).
Si vous disposez d'ouvrages ou d'articles de référence ou si vous connaissez des sites web de qualité traitant du thème abordé ici, merci de compléter l'article en donnant les références utiles à sa vérifiabilité et en les liant à la section « Notes et références ».
Pierre Bertaux, né le 8 octobre 1907 à Lyon (Rhône) et décédé le 14 août 1986 à Saint-Cloud (Hauts-de-Seine), est un universitaire germaniste, résistant français et homme politique.
Il est l'auteur d'une thèse majeure sur Hölderlin en 1936.
Membre de plusieurs cabinets de  gouvernements de gauche, nommé commissaire de la République à la Libération de Toulouse, il a été fait notamment Officier de la Légion d'honneur, Croix de guerre, et Compagnon de la Libération. Il est chef de la sureté puis sénateur du Soudan de 1953 à 1955.

## Biographie

### Un germaniste, fils de germaniste
Pierre Bertaux est le fils de Félix Bertaux auteur de manuels d'allemand, spécialiste de littérature allemande à la NRF qui avait étudié à Berlin avant la Première Guerre mondiale. Né à Lyon, lycéen à Rouen, puis à Mayence, où son père était chargé du nouveau lycée franco-allemand dans la Rhénanie occupée, enfin à Paris (au lycée Janson-de-Sailly et à Louis-le-Grand), il se dit dans ses mémoires marqué par ses séjours à Lescun (Pyrénées-Atlantiques). Il entre en 1926 à l'École normale supérieure, où il a pour condisciples Raymond Aron et Jean-Paul Sartre. Pendant son  service militaire il est officier interprète-traducteur au 2e bureau de l’État-major de l’Armée. Il obtient l'agrégation d'allemand (1932) et pour son travail sur Hölderlin, il est docteur ès-lettres dès 1936 (le plus jeune de France).
Après un premier voyage en 1925 avec son père (où il rencontre notamment Thomas Mann), il effectue, pour préparer sa thèse, trois séjours à Berlin entre octobre 1927 et 1933, pendant lesquels il reçoit des auteurs français importants, par exemple Gide ou Supervielle, dont il épouse par la suite la fille. Il a en outre des contacts avec Golo Mann. Il assiste ainsi à la montée au pouvoir du parti national-socialiste.

### Carrière universitaire en germanistique française
Pierre Bertaux est connu pour sa thèse « révolutionnaire » sur Hölderlin (1936), où il montre que la réputation de  « poète fou » faite à l'écrivain n'est pas véritablement fondée, et que cette prétendue folie peut s'expliquer par les idées jacobines de Hölderlin (1770-1843), qu'il faut dissimuler dans les pays allemands de cette époque toujours sous le joug de l'absolutisme. La thèse de Bertaux, à côté de celles d'autres germanistes français parmi ses collègues (thèse de Geneviève Bianquis sur Goethe en 1926, de Jean-François Angelloz sur Rilke également en 1936) s'inscrit dans cette époque (1901-1939) de la germanistique française qui se distingue de la germanistique allemande (Germanistik) « en ce qu'elle inclut dans sa définition non seulement l'étude de la langue et de la littérature, mais aussi au sens large, l'étude de la “culture” allemande, c'est-à-dire l'histoire, la philosophie, les faits de civilisation ».
Professeur à Lille (1958), puis à Paris (1964), à la fin des années soixante, il est le fondateur de l'institut d'Allemand d'Asnières (Sorbonne nouvelle). Pierre Bertaux est l'auteur de plusieurs dictionnaires d'allemand.
Il reçoit la médaille Goethe en 1970, le prix Henri Heine de la ville de Düsseldorf en 1975, et il est récipiendaire du  Friedenspreis des Deutschen Buchhandels en 1979.

### Résistant et homme politique

#### Dans les cabinets du Front populaire
Proche de la SFIO, pendant qu'il prépare sa thèse, il écrit dans L'Homme nouveau, revue qui veut moderniser le socialisme. Brièvement chef des émissions parlées à la Radiodiffusion en 1934-1935, il participe à la campagne électorale du partisan d'une construction européenne, le radical-socialiste Pierre Viénot, lors de l'élection législative de 1936. Viénot, nommé sous-secrétaire d'État aux Affaires étrangères chargé des protectorats dans le premier cabinet Léon Blum, demande à Pierre Bertaux d'entrer dans son cabinet où il s'occupe plus particulièrement des affaires tunisiennes. Il devient ensuite chef de cabinet du ministère de l'éducation nationale sous Jean Zay en 1937 et 1938. Parallèlement il enseigne à l'université de Rennes, puis, après 1938, à celle de Toulouse.

#### Le Résistant, commissaire de la République

##### Le «groupe Bertaux»
Mobilisé comme lieutenant interprète au deuxième bureau de l'état major, puis pour faire de la radio en langue allemande au ministère de l'information, il accompagne Pierre Viénot pendant l'exode au Verdon pour embarquer sur le Massilia. Toutefois, comme on ne l'autorise pas à accompagner le député, il regagne Toulouse. Il fonde entre Toulouse et Clermont Ferrand, dès décembre 1940, un réseau résistant, et, par le biais du libraire antifasciste Silvio Trentin, il entre en contact avec un opérateur radio qui lui permet de contacter Londres et la France libre en juin 1941. Après plusieurs missions de renseignement en zone occupée, il fonde avec Jean Cassou le groupe « Bertaux » qui reçoit des parachutages à Fonsorbes pour les sabotages de la zone Sud ou l'envoyé de Londres Yvon Morandat. Arrêté par la sûreté en décembre 1941, jugé, il est interné à Toulouse, puis Lodève et Mauzac entre fin 1941 et 1943. Libéré par Vichy,  il passe dans la clandestinité, participant comme chef d'équipe de parachutage à l'action dans les Pyrénées.

##### Commissaire de la République de Toulouse au nom de de Gaulle
Il est contacté à Paris « sur un banc » par Émile Laffon pour être commissaire suppléant de la libération à Toulouse avec Pierre Séailles comme attaché militaire. Le commissaire de la République titulaire Jean Cassou, son compagnon de cellule entre 1941 et 1943, est durement blessé lors d'une fusillade par les Allemands le 20 août 1944. Bertaux est donc désigné pour assurer l'autorité du gouvernement provisoire à Toulouse et dans toute la région, après la libération de la ville. Ce remplacement est inattendu pour les réseaux de libération de la ville.
Avec humour, il raconte dans ses mémoires qu'il eut du mal à s'imposer, en particulier face à l'influence des FFI locaux de Serge Ravanel et au CNL, comité des résistants du maquis, qui souhaite conserver un pouvoir local marqué. La description qu'il fait de la progressive prise de possession de sa chaise, puis de son bureau, puis de son téléphone, montre une réelle difficulté à mettre de l'ordre entre les différents groupes armés locaux. Cela provoque l'inquiétude du gouvernement sur une éventuelle « république rouge » à Toulouse. Son image ultérieure dans les réseaux toulousains en souffre après la guerre.
La visite de de Gaulle du 16 septembre 1944 y met fermement un terme. Le général est particulièrement dur avec les communistes, le CNL (qui tentent de lui parler seuls à seul avec en l'enfermant dans un bureau) et avec l'agent britannique George Starr (dit colonel « Hilaire »). Le Général s'offusque dès sa descente d'avion en apprenant que celui-ci aurait dit à Pierre Bertaux :
« Je suis le colonel "Hilaire", j'ai 700 hommes armés, j'ai dans ma poche un ordre signé Churchill et de Gaulle et, s'il y a le bordel ici, je tape sur la table et je dis : "Ici, c'est moi qui commande." » 
« — Et vous ne l'avez pas fait arrêter sur le champ ? demande le Général.
— Non, « Hilaire » avait avec lui 700 hommes armés.
— Vous ne l'avez pas invité à déjeuner avec moi, au moins ? 
— Bien sûr que si, il s'est battu près de deux ans dans le maquis, en invoquant votre nom.
— Eh bien ! Vous lui direz que je ne veux pas prendre un repas avec lui. »
À l'issue du repas (qui eut lieu), le Général demanda à Bertaux de faire quitter sur le champ le territoire à celui qui lui aurait dit: « Je suis un militaire britannique en opération. J'ai un commandement à exercer. Je ne le quitterai que sur ordre de mes supérieurs à Londres. Je vous emmerde ; vous êtes le chef d'un gouvernement provisoire que les Alliés n'ont pas reconnu   ".

#### Le préfet, l'homme de cabinet et le sénateur

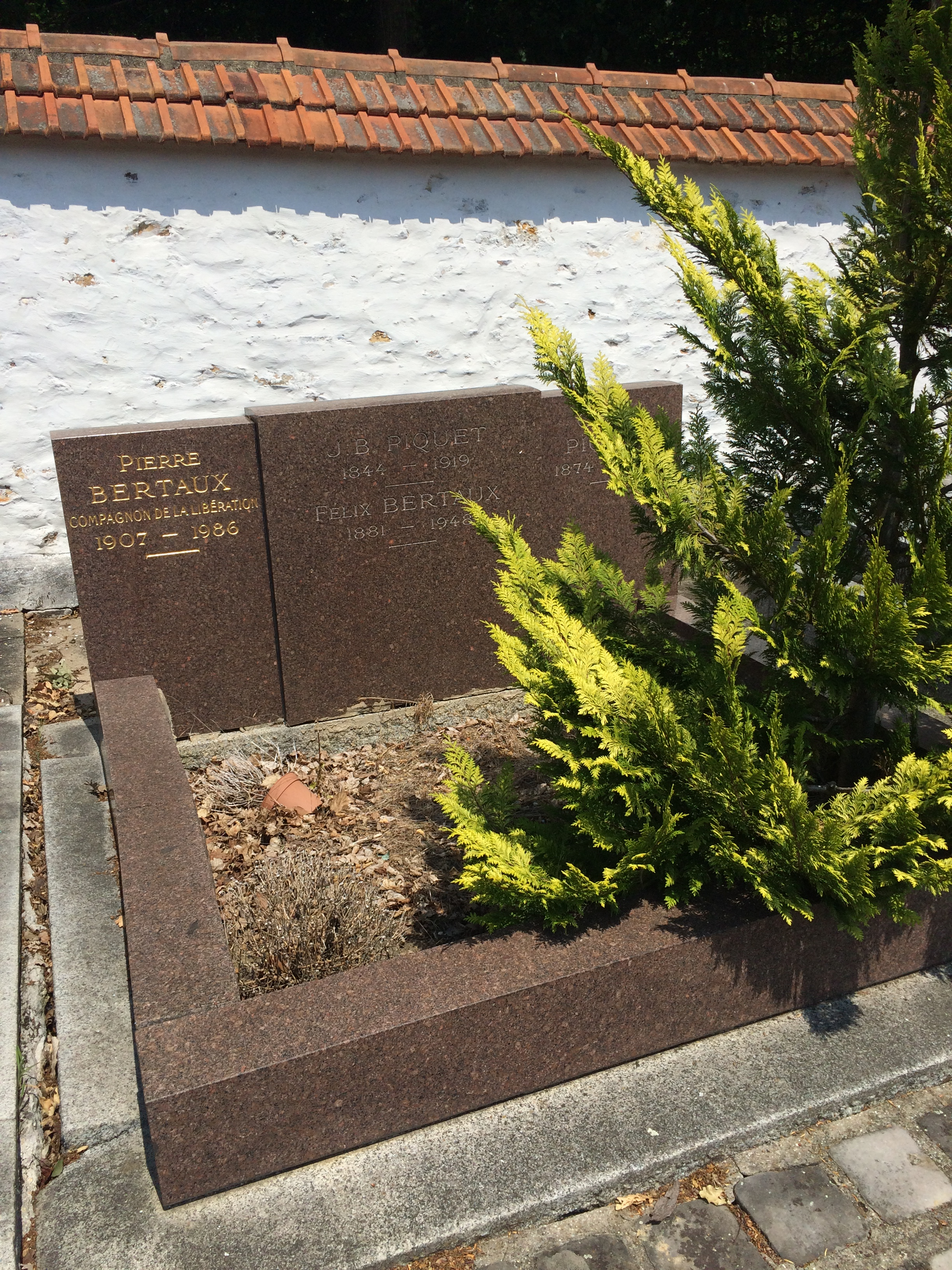
Tombe de Pierre Bertaux au cimetière de Sèvres (Hauts-de-Seine).

Bertaux gère aussi la grande réticence de Pie XII pour nommer cardinal l'archevêque de Toulouse Jules Saliège, qui avait pourtant dénoncé la complicité de Vichy dans l'internement des Juifs. Le pape prétextait que le handicap physique du prélat, malade, l'empêchait de recevoir la barrette dans les formes canoniques, qui prévoyaient qu'elle était reçue des mains du pape « et de nul autre ». Le commissaire de la République indique au nonce Roncalli que cette erreur politique ne pouvait que le combler, lui qui était un laïc convaincu, mais que cela déconsidérerait l'Église en France. Finalement, ce fut le nonce qui se déplaça à Toulouse pour remettre le chapeau de cardinal à l'archevêque résistant. Pierre Bertaux s'en amusa dans son discours, indiquant qu'il était heureux que ce soit le nonce « et nul autre » qui remette la barrette.
Il dirige en 1946 et 1947 le cabinet de Jules Moch, alors ministre des transports, est ensuite nommé préfet du Rhône en 1947, puis directeur de la Sûreté nationale de 1949 à 1951, poste qu'il doit quitter après avoir été au cœur d'une violente polémique lors du procès du vol des bijoux de la Bégum en raison de ses liens avec Paul Leca qu'il avait connu lors de son internement au camp de Mauzac. Ce grave incident de justice s'inscrit dans le contexte de la réorganisation des services de police après la Libération avec affrontements entre obédiences maçonniques, liens entre résistants, affaire Joanovici.
Il est élu sénateur du Soudan par 13 voix sur 23 suffrages exprimés, (1re section) le 1er novembre 1953 au décès de Félicien Cozzano, instituteur d'origine corse. Non inscrit, il siège à la commission de la France d'outre-mer, prend part, en 1955, aux discussions sur la réorganisation municipale dans les territoires d'outre-mer, et sur les accords de Paris, mais n'est pas réélu en juin 1955.
Il travaille ensuite dans le privé (directeur général d'une entreprise d’échafaudages et de coffrages pour le bâtiment) entre 1955 et 1958.
En plus de livres de souvenirs, il fait paraître en 1974 une Histoire de l'Afrique, de la préhistoire à l'époque contemporaine.
Décédé le 14 août 1986 à Saint-Cloud (Hauts-de-Seine), il est inhumé au cimetière des Bruyères (Sèvres).

### Famille
Pierre Bertaux était l'époux de Denise Supervielle (1909-2005), fille du poète Jules Supervielle.
Parmi ses trois fils, Daniel Bertaux et Jean-Loup Bertaux ont poursuivi une carrière universitaire.

## Distinctions
- Officier de la Légion d'honneur[Quand ?]
- Compagnon de la Libération (17 novembre 1945)[4]
- Croix de guerre 1939-1945
- Médaille de la Résistance française avec rosette (31 mars 1947)[5]
- Croix de commandeur de l'ordre du Mérite
- Grand officier de l'ordre d'Orange-Nassau  (20 mai 1950)[6]

## Œuvres
- Hölderlin, Essai de biographie intérieure, Paris, Hachette, 1936
- La mutation humaine, 1964
- La libération de Toulouse et de sa région — Haute-Garonne, Ariège, Gers, Hautes-Pyrénées, Lot, Lot-et-Garonne, Tarn, Tarn-et-Garonne., coll. « La Libération de la France », éd. Hachette, 1973.
- Hölderlin ou le temps d'un poète, Paris, Gallimard, 1983
- Pierre Bertaux & Hansgerd Schulte, Mémoires interrompus, Presses Sorbonne Nouvelle, 2000  (ISBN 2-910212-14-9)
- Un normalien à Berlin, lettres 1927 1933

En allemand: 
- Friedrich Hölderlin, Frankfurt/Main, 1981 und 2000
- Hölderlin und die Französische Revolution, Frankfurt/Main, 1969 (Berlin, 1990)
- Afrika. Von der Vorgeschichte bis zu den Staaten der Gegenwart, Frankfurt/Main, 1966
- Mutation der Menschheit - Diagnosen und Prognosen, Frankfurt/Main, 1963